# Cannon Street Railway Bridge
Le Cannon Street Railway Bridge est un pont ferroviaire du centre de Londres, enjambant la Tamise. Il est situé entre le London Bridge en aval et le Southwark Bridge en amont. Il permet le transport de trains à travers le fleuve jusqu'à Cannon Street Station situé sur la rive nord. Son nom initial était Alexandra Bridge, il était nommé ainsi d'après Alexandra de Danemark qui était la femme du futur roi Édouard VII.
Le pont a été édifié par John Hawkshaw et John Wolfe-Barry pour le compte de la South Eastern Railway. Il fut ouvert à la circulation en  1866 après une construction qui dura trois ans. Dans sa forme originale, il permettait le franchissement de la Tamise au chemin de fer sur cinq piliers portants de style dorique en fonte. Il fut par la suite doublé entre 1886 et 1893 par Francis Brady et rénové de façon importante entre 1979 et 1982. Cette rénovation se traduisit par le retrait de beaucoup de ses ornements ce qui lui donna un aspect plus utilitaire qu'auparavant.
En 1989, il fut le lieu de la catastrophe du Marchioness.